# Westliche Gabunviper
Die Westliche Gabunviper (Bitis rhinoceros) ist eine Puffotter in der Unterfamilie der Echten Viper (Viperinae).

## Merkmale
Die Westliche Gabunviper wird gewöhnlich 0,8 bis 1,3 m lang, maximal erreicht sie eine Länge von 2,05 m. Der Körper ist gedrungen, kräftig und dorsoventral (vom Rücken zum Bauch hin) abgeflacht mit kurzem Schwanz. Ihre Oberseite ist braun mit einem gelb oder beige umrandeten X-förmigen, dunklen Muster. Die Bauchseite ist gelb mit schwarzen Flecken. Auf der hellen Kopfoberseite verläuft ein dunkler Mittelstreifen, der sich in Augenhöhe bei manchen Individuen verzeigt. Auf jeder Seite des Kopfes befindet sich ein dunkles Dreieck. An der Schnauzenspitze des dreieckigen Kopfes sitzt ein Paar hornähnlich vergrößerte Schuppen. Die weit vorne sitzenden Augen sind klein mit vertikaler Pupille und cremefarbener, gelblich weißer oder silberner Iris. Die schwarze Zunge ist an der Spitze rot-
Zwischen Auge und Oberlippenschilder (Supralabialia) befinden sich 4 bis 5 Schuppenreihen. Die Art hat 28 bis 46 Rückenschuppenreihen, die Schuppen sind stark gekielt. Es sind 124 bis 140 (mehr als 130 bei Weibchen, weniger als 133 bei Männchen) Ventralia und 17 bis 33 (mehr als 24 bei den Männchen, weniger als 24 bei den Weibchen) Subcaudalia vorhanden.

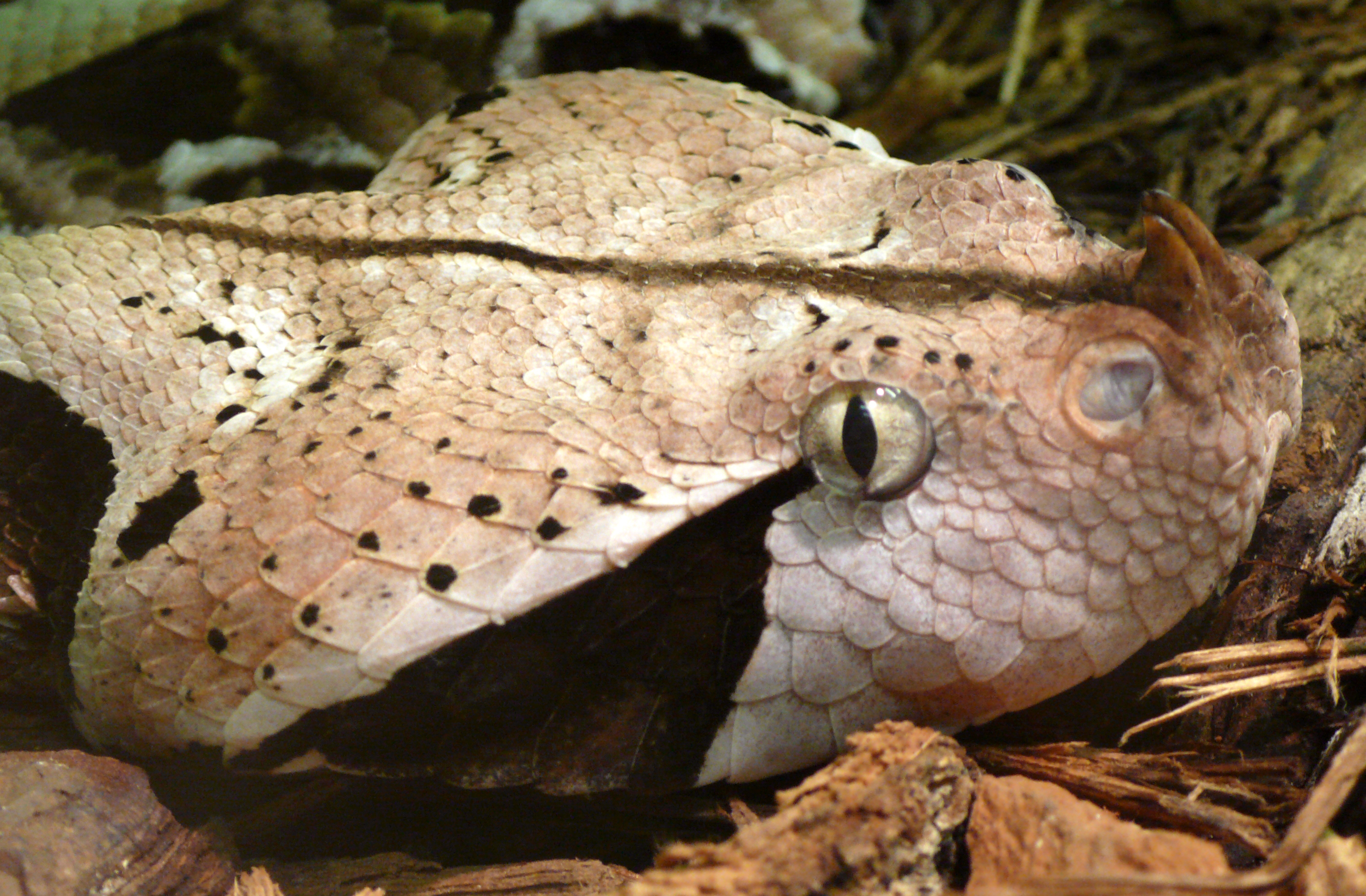
Kopf der Westlichen Gabunviper

## Verbreitung
Die Art kommt vom westlichen Guinea und Sierra Leone nach Osten bis Ghana sowie in den Wäldern des südlichen und zentralen Togo vor. Östlich davon beginnt das Verbreitungsgebiet der Östlichen Gabunviper. Typenfundort ist das Kap der drei Spitzen in Ghana.

## Lebensart und Lebensweise
Die Westliche Gabunviper lebt in Küstenwäldern, Wäldern und Gestrüpp sowie in stellenweise bewaldeter oder gut bewaldeter Savanne.  Auch an Waldrändern, in Plantagen und Städten ist sie nicht selten. Sie kommt in Höhen bis 1520 m vor.
Die Art ist nachtaktiv und gewöhnlich bewegungslos im Laubstreu verborgen. Die Nahrung besteht hauptsächlich aus Säugetieren und Vögeln. Die Westliche Gabunviper ist lebendgebärend, je Wurf bringt sie 13 bis 15 Junge zur Welt.

## Schlangengift
Der Biss der Westlichen Gabunviper ist gefährlich, ihr Gift wirkt zytotoxisch (Schädigung von Zellen und Gewebe) und hämorrhagisch (Schädigung der Blutzellen und -gefäße). Nach Bissen wird ein Antivenin und ärztliche Behandlung benötigt, Bisse sind wegen der behäbigen Lebensart dieser Viper jedoch selten.

## Forschungsgeschichte
Die Art wurde von Schlegel in der Gattung Vipera (Echte Ottern) erstbeschrieben. Lange Zeit galt sie als Unterart der Östlichen Gabunviper (Bitis gabonica), nach Molekularanalysen von Lenk et al. (1999) ist die Westliche Gabunviper jedoch eine eigene Art.